# Kazah-sztyepp
A Kazah-sztyepp (kazakul: Qazaq dalasy; ismert még Nagy sztyepp vagy Nagy Dala néven, kazakul: Ūly dala) egy rendkívül kiterjedt, nyílt füves puszta Közép-Ázsiában, amely Észak-Kazahsztán túlnyomó részét és az azzal szomszédos oroszországi területeket foglalja magában. Nyugaton a Pontuszi–Kaszpi-sztyepp, keleten pedig az Emin-völgyi-sztyepp határolja; ezekkel a régiókkal együtt alkotja a hatalmas Eurázsiai sztyepp középső és nyugati szakaszát. A Kazah-sztyepp a palearktikus régió mérsékelt övi füves puszták, szavannák és cserjések ökorégiója. A 19. század közepéig, sőt néha később is, oroszul gyakran „Kirgiz sztyeppnek” (Киргизская степь) nevezték, mivel ebben az időszakban a „kirgiz” elnevezést a kazakokra is alkalmazták.

## Földrajzi elhelyezkedés
Ez a hatalmas sztyepp több mint 2200 kilométer hosszan terül el kelet-nyugati irányban, a Kaszpi-mélyföld keleti peremétől és az Aral-tó vidékétől északra egészen az Altaj-hegység lábáig húzódik. Ez a bolygó legnagyobb kiterjedésű összefüggő száraz sztyeppvidéke, teljes területe mintegy 804 450 négyzetkilométer. A sztyepp az Urál-hegység déli előterétől indul, amely hegység hagyományosan Európa és Ázsia földrajzi határvonalát képezi. A terület jelentős része félsivatagos jellegű, amely déli irányban fokozatosan valódi sivataggá (például Kizil-kum, Mojinkum) alakul át. Délnyugaton a Turáni-alföld hatalmas síksága határolja, míg a sztyepp keleti és északi részein a tengerszint feletti magasság általában növekszik, különösen a Kazah-hátság (Szariarka) területén, bár a táj általánosságban továbbra is sík vagy enyhén hullámos marad.
A Pontuszi sztyepp terül el tőle nyugatra és északnyugatra. Az északi és északkeleti peremvidéken a Kazah-erdőssztyepp ökorégiója található, amely egy átmeneti zóna, ahol a füves pusztát nyír- és fenyőligetek tarkítják, fokozatosan átvezetve a szibériai erdőségek felé. Dél felé a szárazabb Kazah félsivatag és a változatosabb domborzatú Kazah-hátság ökorégiói húzódnak. Az Észak-Kazahsztán középső részén található Kokshetau-hegyvidék egyfajta hegyvidéki „szigetet” képez, amelynek gránitsziklái és erdei élesen elütnek a környező, egyhangúbb sztyepptől.

### Éghajlat
A régió éghajlata túlnyomórészt félszáraz (szemiarid) és erősen kontinentális, amelyet forró, száraz nyarak és rendkívül hideg, szeles telek jellemeznek. A terület nagy részén a Köppen klímaosztályozása szerint hideg félszáraz (BSk) klíma uralkodik. Az északi, valamivel csapadékosabb peremvidékeken ez nedves kontinentális (Dfa vagy Dfb) éghajlatba megy át. Az éves átlagos csapadékmennyiség általában 200 és 400 milliméter között változik, a legtöbb csapadék az északi területeken és a nyári hónapokban hullik. A júliusi átlagos maximum hőmérséklet 20 °C és 26 °C között alakul, de a déli részeken ennél melegebb is lehet. Ezzel szemben a januári átlaghőmérséklet –12 °C és –18 °C közé süllyed, gyakran erős fagyokkal és hófúvásokkal. Időnként rendkívül erős, akadálytalan szelek söpörnek végig a nyílt síkságon, különösen télen és tavasszal.

## Növényvilág
A korlátozott csapadékmennyiség és a szélsőséges hőmérsékleti viszonyok miatt a Kazah-sztyeppen csak kevés fa található meg természetes állapotban, leginkább folyóvölgyek mentén vagy védettebb mélyedésekben. A tájat túlnyomórészt hatalmas kiterjedésű füves puszták uralják, amelyeket helyenként jelentős homokos területek szakítanak meg. A jellemző, szárazságtűrő növényfajok közé tartoznak a különböző árvalányhaj-fajok (Stipa), az üröm (Artemisia) és a csenkesz (Festuca), amelyek jól alkalmazkodtak a mostoha körülményekhez. Bizonyos területeken, különösen a csapadékosabb északi részeken vagy az emberi hatások (például a túllegeltetés csökkenése) következtében, az utóbbi évtizedekben megfigyelhető a fás és cserjés növényzet (például a borsófa) terjedése, ami helyenként megváltoztatja a hagyományos sztyeppi tájképet.

## Állatvilág
A Kazah-sztyepp változatos és egyedi állatvilágnak ad otthont, amely alkalmazkodott a nyílt, füves élőhelyhez. Az itt élő emlősök közül kiemelkedik a kritikusan veszélyeztetett tatárantilop (Saiga tatarica), amelynek egykor hatalmas csordái vándoroltak a területen, mára azonban állománya drasztikusan lecsökkent. További jellemző patás a szibériai őz (Capreolus pygargus). A ragadozók közül gyakori a farkas (Canis lupus), a róka (Vulpes vulpes) és a borz (Meles meles). A rágcsálók közül nagy számban élnek itt különféle földikutyák, ürgék, ugróegerek, köztük a mongol ugróegér (Meriones unguiculatus) és a bobak marmota (Marmota bobak). A hüllők közül jellegzetes faj az orosz teknős vagy sztyeppi teknős (Testudo horsfieldii). A madárvilág is gazdag, különösen a tavak környékén és a vonulási időszakokban; számos ragadozó madár, túzokféle és vízimadár fészkel vagy vonul át a területen. Az állatvilág egésze érzékenyen reagál a klímaváltozásra és az emberi tevékenységekre, mint a mezőgazdaság terjedése és a legeltetés.

## Népesség

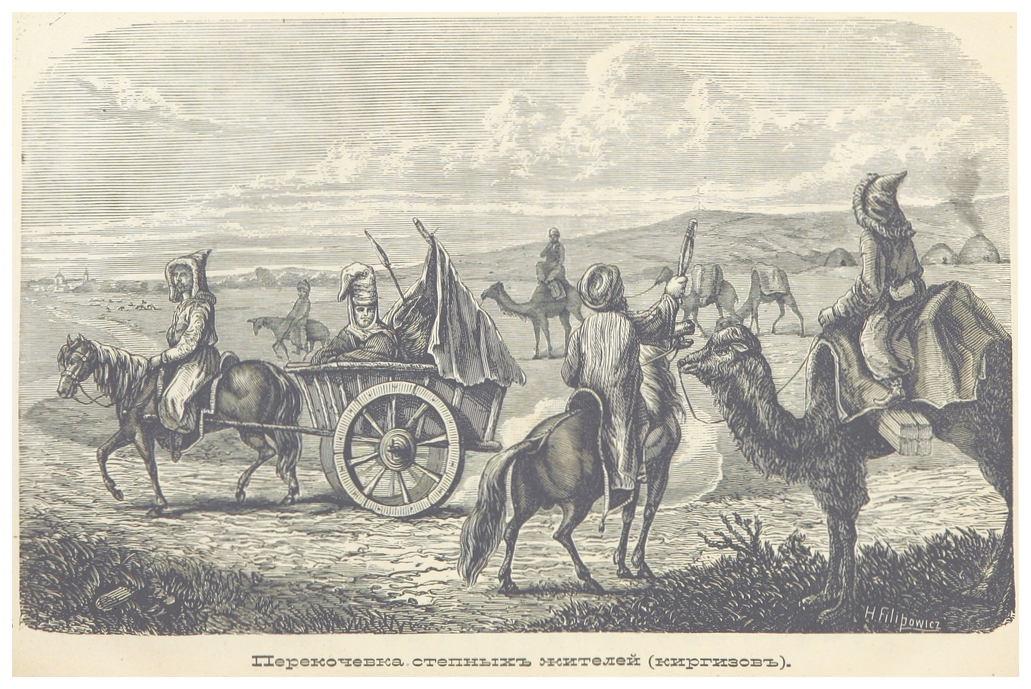
Kazah nomádok vándorlása a 19. században

A Kazah-sztyepp hatalmas kiterjedéséhez képest rendkívül ritkán lakott terület. Különösen a nyugati, szárazabb részeken alacsony a népsűrűség, itt átlagosan négyzetkilométerenként mindössze 2-3 ember él. Kelet felé, valamint az északi, kedvezőbb éghajlatú és termékenyebb talajú vidékeken a népsűrűség valamivel magasabb, elérheti a 4-7 fő/km²-t. A lakosság túlnyomó többségét etnikailag a kazakok alkotják, akik hagyományosan nomád vagy félnomád állattartással foglalkoztak, bár ez az életforma mára jelentősen átalakult. Jelentős orosz kisebbség is él a régióban, különösen az északi területeken és a városokban. Oroszország mintegy 7 360 négyzetkilométernyi területet bérel hosszútávon a sztyepp déli részén, Kazahsztántól. Ezen a területen található a világ legrégebbi és legnagyobb működő űrkilövőhelye, a Bajkonuri űrközpont. A terület gazdasága nagyrészt továbbra is a mezőgazdaságra (gabona-termesztés az északi részeken, állattenyésztés) és a bányászatra épül.

## A sztyepp a kultúrában
A Tulpan című, 2008-as kazah–német filmdráma, amely a Un certain regard díjat nyerte a Cannes-i Filmfesztiválon, a Kazah-sztyepp egyik eldugott vidékén élő pásztorcsalád életét mutatja be, és szinte teljes egészében a sztyepp autentikus helyszínein forgatták.

## Fordítás
Ez a szócikk részben vagy egészben  a   Kazakh Steppe című angol Wikipédia-szócikk ezen változatának fordításán alapul.  Az eredeti cikk szerkesztőit annak laptörténete sorolja fel. Ez a jelzés csupán a megfogalmazás eredetét és a szerzői jogokat jelzi, nem szolgál a cikkben szereplő információk forrásmegjelöléseként.